# Білозірська заплава
Гідрологічна пам'ятка природи місцевого значення «Білозірська заплава» (втрачена) був створений рішенням Облвиконкому №496 від 26.12.1984 року у с. Білозірка (Лановецький район).  Площа — 4 га. 
Рішенням Тернопільської обласної ради №187 від 21.08.2000 року об’єкт було скасовано. 
Скасування статусу відбулось з причини входження пам'ятки у склад заказника «Білозірська заплава річки Збруч».